# جون كارتر (لاعب كريكت بريطاني)
جون كارتر (9 أغسطس 1963 في المملكة المتحدة - ) (بالإنجليزية: John Carter)‏ هو لاعب كريكت بريطاني. لعب مع Norfolk County Cricket Club ‏.

## وصلات خارجية
- جون كارتر (لاعب كريكت بريطاني) على موقع إي آس بي آن كريك إنفو (الإنجليزية)